# Astragalus hancockii
Astragalus hancockii är en ärtväxtart som beskrevs av Aleksandr Andrejevitj Bunge. Astragalus hancockii ingår i släktet vedlar, och familjen ärtväxter. Inga underarter finns listade i Catalogue of Life.